# Takamaro Fukuoka

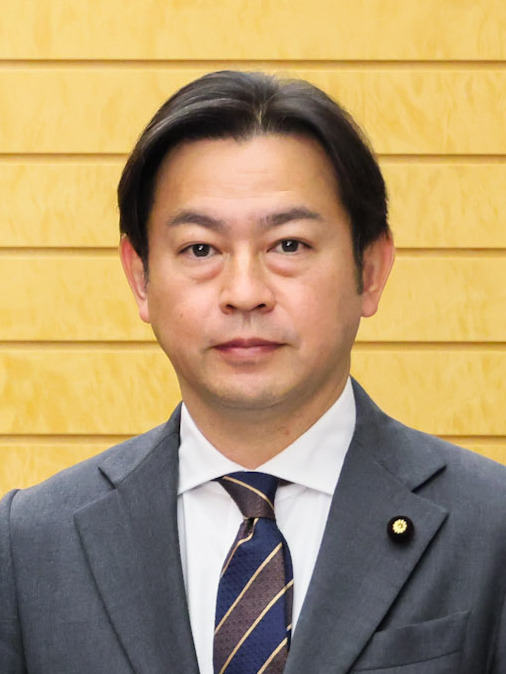
Takamaro Fukuoka, 2024

Takamaro Fukuoka (japanisch 福岡 資麿 Fukuoka Takamaro; * 9. Mai 1973 in Kawasoe, Saga (heute Saga), Saga) ist ein japanischer Politiker, seit 2010 Senator für Saga und ehemaliges Mitglied des Repräsentantenhauses für den Wahlkreis 1 von Saga. Seit 2024 ist er Minister für Soziales und Arbeit in den Kabinetten Ishiba. Er gehört der Liberaldemokratischen Partei (LDP) an, darin bis zum LDP-Skandal um schwarze Faktionskassen aus Kickbacks von Fundraisern Anfang 2024 zur Motegi-Faktion.
Fukuoka, der Enkel von Hidemaro Fukuoka (1974–1986 LDP-Senator für Saga), studierte am politikwissenschaftlichen Institut der rechtswissenschaftlichen Fakultät der Keiō-Universität. Nach seinem Abschluss 1996 wurde er Mitarbeiter von Mitsubishi Jisho. 2003 verließ er das Unternehmen für den Wechsel in die aktive Politik. Bei der Repräsentantenhauswahl 2003 kandidierte er für die LDP im Wahlkreis Saga 1, unterlag aber dem Demokraten Kazuhiro Haraguchi. Im zweiten Anlauf beim LDP-Erdrutschsieg unter Jun’ichirō Koizumi in der „Postprivatisierungswahl“ 2005 setzte er sich gegen Haraguchi durch. Bei der LDP-Erdrutschniederlage in der Repräsentantenhauswahl 2009 verlor er seinen Sitz wieder an Haraguchi.
Nachdem Hiromi Iwanaga (ein ehemaliger Gegner der Postprivatisierung bei der ersten Abstimmung) seinen Rückzug als LDP-Senator für Saga für die Senatswahl 2010 angekündigt hatte, übernahm Fukuoka die LDP-Kandidatur in Saga für diese Senatsklasse und setzte sich mit über 60 % der Stimmen klar durch. Von 2011 bis 2012 führte er den Vorsitz im Senatsausschuss für Verwaltungsaufsicht (gyōsei-kanshi). Für die Regierung war er von 2013 bis 2014 (Kabinett Abe II) „politischer Sekretär“ im Kabinettsamt und der Wiederaufbaubehörde, von 2015 bis 2016 (Kabinett Abe III (1. Umbildung)) „Vizeminister“ im Kabinettsamt. Von 2021 bis 2022 saß Fukuoka dem Geschäftsausschuss des Senats vor. Unter Fumio Kishida und Shigeru Ishiba führte er von 2023 bis 2024 den PARC der Senats-LDP. Zwischen Juni 2023 und seinem Rücktritt nach der LDP-Niederlage in Saga bei der Repräsentantenhauswahl 2024 führte er außerdem die LDP Saga.
Im Oktober 2024 berief der neue Parteivorsitzende-Premierminister Ishiba Fukuoka als Sozial- und Arbeitsminister ins Kabinett.